# Kąkolewnica Wschodnia
Kąkolewnica Wschodnia is een dorp in het Poolse woiwodschap Lublin, in het district Radzyński. De plaats maakt deel uit van de gemeente Kąkolewnica Wschodnia en telt 680 inwoners.